# Ламбер Вільсон
Ламбер Вільсон (фр. Lambert Wilson; нар. 3 серпня 1958) — французький актор, найвідоміший за виконанням ролі Меровінга у фільмах Матриця: Перезавантаження та Матриця: Революція.

## Вибрана фільмографія
- 1987 : Живіт архітектора / (The Belly Of An Architect) — Каспасіан Спеклер
- 1992 : Франкенштейн / (Frankenstein) — доктор Клервал
- 2003 : Матриця: Перезавантаження
- 2003 : Матриця: Революція
- 2004 : Жінка-кішка
- 2005 : Сахара
- 2012 : Джунглі кличуть! У пошуках Марсупіламі
- 2016 : Щастя бути одною
- 2017 : Одіссея / (L'Odyssée) — Жак-Ів Кусто
- 2017 : Обмін принцесами / (L'Échange des princesses) — Філіп V
- 2019 : Перекладачі
- 2020 : Місіс Гарріс їде у Париж
- 2021 : Бенедетта
- 2021 : Матриця: Воскресіння